# 아야가와정
아야가와정(일본어: 綾川町)은 일본 가가와현 아야우타군의 정이다.
사누키 우동의 발상지로 알려져 있고 정내에는 약 60기의 고분과 200기 이상으로 추정되는 도자기 가마터가 있다. 또 헤이안 시대에 사누키국의 고쿠시였던 스가와라노 미치자네의 다키노미야 텐만구에서는 다키노미야의 염불용이 유명하다. 정내의 신사에서는 일본에서 드문 친자 사자무가 봉납되고 있다.

## 지리
가가와현의 거의 중앙에 위치하고 정역 남방으로 사누키 산맥이 펼쳐진다. 사누키 7 후지 가운데 2개를 포함한다. 한가로운 전원 지대가 펼쳐지고 아야가와강이 북쪽으로 흐른다.

## 역사
- 2006년 3월 21일 - 아야우타군의 아야카미정, 료난정의 합병(신설 합병)으로 아야가와정이 성립하였다.

## 교통

### 철도
- 다카마쓰코토히라 전기 철도 고토히라선

### 도로
- 국도 제32호선
- 국도 제377호선 (일본)(일본어판)